# Feldschlößchen (Wachau)
Feldschlößchen ist eine Ortslage des Ortsteiles Wachau der Gemeinde Wachau im Landkreis Bautzen in Sachsen. Die Ortslage hat keinen Status einer Gebietskörperschaft bzw. Verwaltungseinheit und keinen Ortschaftsrat, obwohl sie auch als Ortsteil der Gemeinde Wachau (Sachsen) bezeichnet wird.

## Geographie

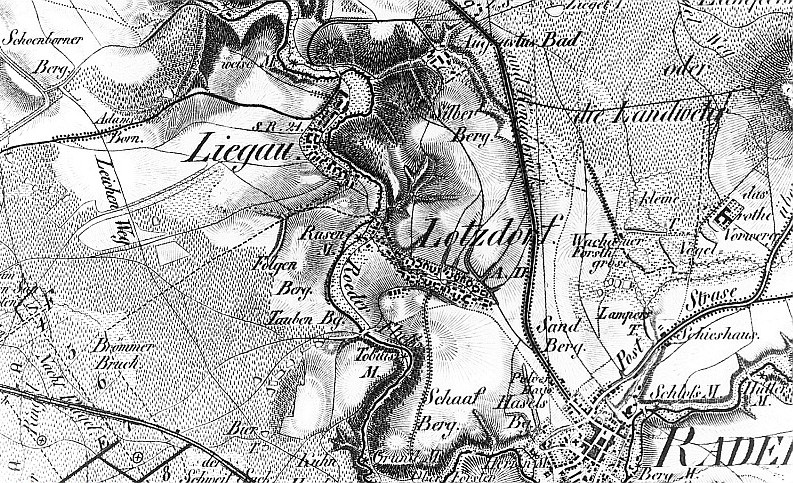
Die spätere Ortslage Feldschlößchen auf einer Karte aus dem frühen 19. Jahrhundert. Sie befindet sich am oberen Kartenrand im Bereich des Schriftzugs „Augustus“ und darüber. Die Radeberger Straße besteht schon, ebenfalls bereits eingezeichnet ist der damals noch unbefestigte Jägerweg.

Feldschlößchen ist eine Ortslage im Süden des zur Gemeinde Wachau gehörenden gleichnamigen Ortsteiles Wachau, an dessen Grenze zum Stadtgebiet Radeberg.
Feldschlößchen bildet gemeinsam mit der Altgemeinde Wachau die Ortschaft bzw. den Ortsteil „Wachau mit Feldschlößchen“ innerhalb der Gemeinde Wachau. Es ist umgeben vom Wachauer Ortsteil Seifersdorf im Nordwesten, dem Ortsteil Wachau im Norden und dem Wachauer Ortsteil Leppersdorf im Osten. Südwestlich, südlich bzw. südöstlich benachbart sind der Radeberger Ortsteil Liegau-Augustusbad sowie die Radeberger Ortslagen Lotzdorf und Friedrichstal.
Feldschlößchen ist eine Kleinsiedlung zwischen dem Tannengrund im nordwestlich gelegenen Augustusbad und einem als Landwehr bezeichneten Waldgebiet im Osten. Durch die Ortslage führt die Staatsstraße 177, die in der Ortslage „Radeberger Straße“ heißt. Von ihr zweigt hier die Straße über Wachau nach Lomnitz ab, die in Feldschlößchen den Namen „An der Knorpelschänke“ trägt. An den ÖPNV ist Feldschlößchen über die Buslinien 28 und 760 des Regionalbus Oberlausitz angebunden, der in Feldschlößchen zwei Haltestellen bedient. Der Radeberger Rundwanderweg durchläuft die verkehrsberuhigte Siedlung von Kleinwachau kommend und in die Landwehr weiterführend.

## Geschichte

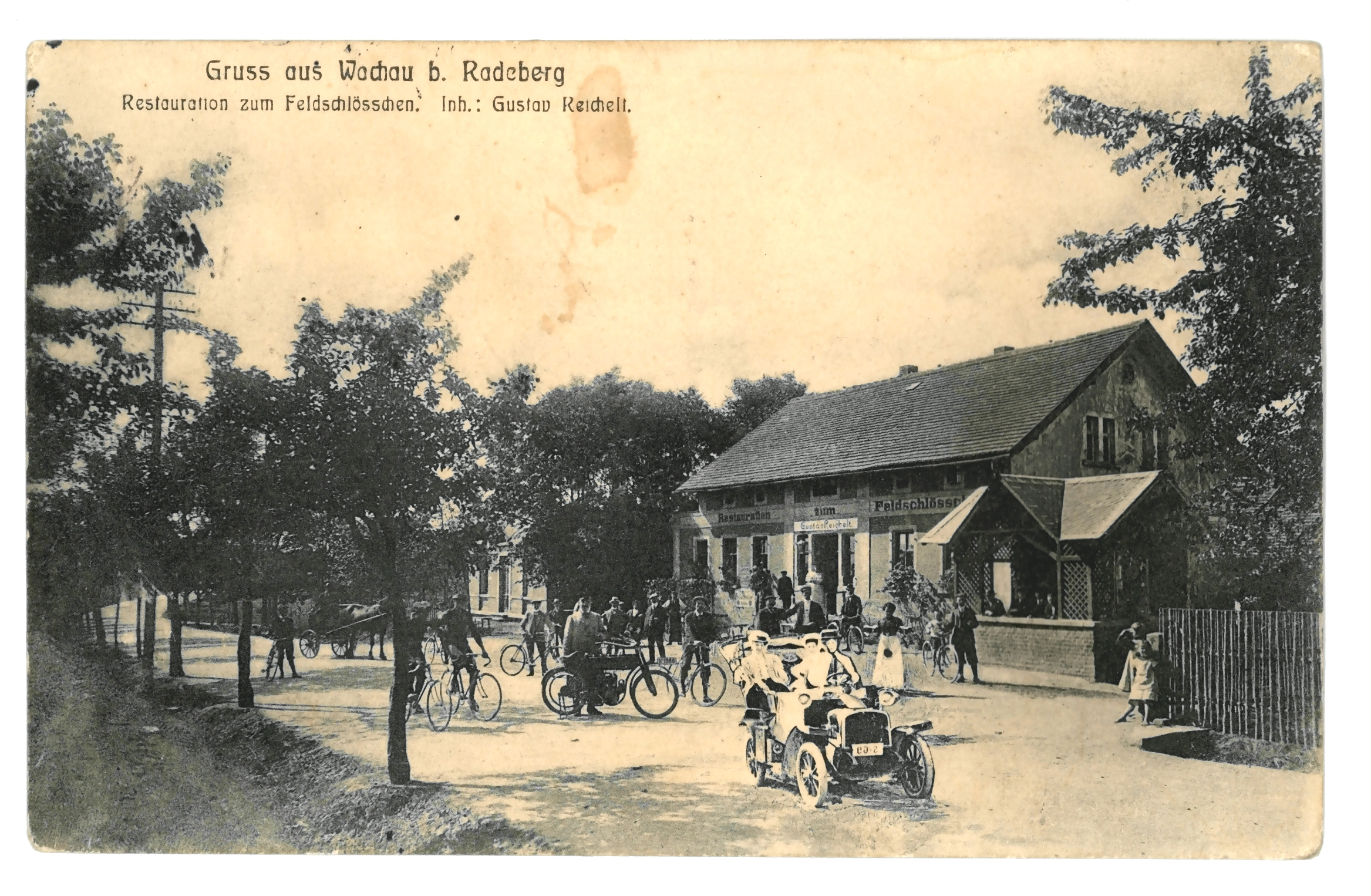
Die „Restauration zum Feldschlösschen“ 1915

Die Siedlung entstand im Zusammenhang mit dem Kurbetrieb im benachbarten Augustusbad, der im Gebiet der heutigen Ortslage Feldschlößchen zur Einrichtung zweier Gaststätten führte. Das 1858 erstmals erwähnte Gasthaus „Feldschlößchen“ (Originalschreibweise Feldschlösschen) wurde zum Namensgeber der Ortslage, nach 1864 bildete sich zudem das „Restaurant Mager an der Wachauer Ziegelei“ heraus, später als „Knorpelschänke“ bekannt. Beide Gaststätten haben ihren Betrieb Mitte bzw. Ende des 20. Jahrhunderts eingestellt. Zunächst entwickelte sich die Ortslage entlang des südlichen Teils der Radeberger Straße um die „Restauration zum Feldschlösschen“. Das Waldgebiet der Landwehr reichte bis Anfang des 20. Jahrhunderts von Osten her bis an die Straße heran. In den 1930er Jahren dehnte sich die Siedlung zuerst entlang des heutigen Landwehrweges, des Jägerweges und der Arthur-Hustig-Straße nach Osten aus. Später wurden der aus einem alten (die gesamte Landwehr von West nach Ost durchquerenden) Fahrweg hervorgegangene Mittelweg, sowie der Grenzweg, Blumenweg, Hügelweg und Kurzer Weg erschlossen. Danach folgte eine Erweiterung nach Norden, die mit einer systematischen Benennung der neuen Straßen nach Laubbäumen einherging (Linden-, Ahorn-, Buchen- und Birkenweg). Die Ortslage erreichte in der zweiten Hälfte des 20. Jahrhunderts durch den Bau der neuen Wohngebiete ihre heutige Größe und hat rund 710 Einwohner.
Das lage- und entwicklungsbedingte Fehlen von Bauerngütern und landwirtschaftlichen Betrieben (außer einer Schäferei) machte Feldschlößchen zu einem klassischen Wohndorf bzw. einer reinen Wohnsiedlung und führte, auch weil sie auf der Gemarkung Wachau liegt, zu der engen Verflechtung mit der Altgemeinde Wachau. Auch nach der Gemeindefusion Wachaus mit Leppersdorf und Seifersdorf 1994 und der Eingemeindung von Lomnitz 1998 blieb Feldschlößchen Teil des Ortsteiles bzw. der Altgemeinde Wachau. Der Siedlungscharakter, das Fehlen eines alten Dorfkerns in Feldschlößchen sowie dessen territoriale Verflechtung mit Liegau-Augustusbad führte der Radeberger Stadtrat im Jahre 1997 als Argumente für den Versuch einer Umflurung der Ortslage Feldschlößchen nach Radeberg an, als durch die geplanten Eingemeindungen von Lomnitz nach Wachau und Großerkmannsdorf nach Radeberg ohnehin eine Gebietsreform bevorstand. Feldschlößchen verblieb jedoch bei Wachau.